# Рум
Вижте пояснителната страница за други значения на Рум.
Рум (на арабски: الروم, персийски/турски: Rum) е топоним, с който мюсюлманите от Ориента назовават Древен Рим и Римската империя, съответно римските провинции, територия и владения.
Налага се в практиката за обозначаване на завоюваните от исляма земи на Източната Римска империя, наречена постфактум от историците Византия.